# Mel-Man
Mel-Man (* in Pittsburgh; bürgerlich Melvin Bradford) ist ein Hip-Hop-Produzent von Aftermath Entertainment.
Mel-Man wuchs im Pittsburgher Stadtteil Hill District auf. Dort begann er zu rappen und zu produzieren. Er veröffentlichte mehrere selbstproduzierte Alben und trat bei Konzerten auf. Sam Sneed stellte ihn 1996 Dr. Dre vor, während sich dieser von Death Row Records trennte und Aftermath gründete. Dr. Dre nahm ihn als Produzenten bei seinem neuen Label unter Vertrag. Bei Aftermath wurde er zum Co-Produzent von Dr. Dre und war unter anderem an dessen 1999 erschienenen Album 2001 beteiligt. Seit 2002 wird er nicht mehr als Co-Produzent auf den Alben genannt, ist aber weiterhin bei Aftermath unter Vertrag.

## Produktionen (Auswahl)
- 1996: Aftermath (The Intro) und Shittin' On The World auf Dr. Dre Presents the Aftermath:
- 1998: Los Angeles Times auf 40 Dayz & 40 Nightz von Xzibit
- 1999: Co-Produktion an allen Liedern außer The Message auf 2001 von Dr. Dre
- 1999: Role Model auf The Slim Shady LP von Eminem
- 2000: Get Your Walk On und X auf Restless von Xzibit
- 2000: Kill You, Who Knew, The Real Slim Shady, Remember Me?, I’m Back und Bitch Please II (mit Dr. Dre) auf The Marshall Mathers LP von Eminem
- 2004: Watch Out auf The Way I Am von Knoc-Turn’al